# Amphiprion perideraion

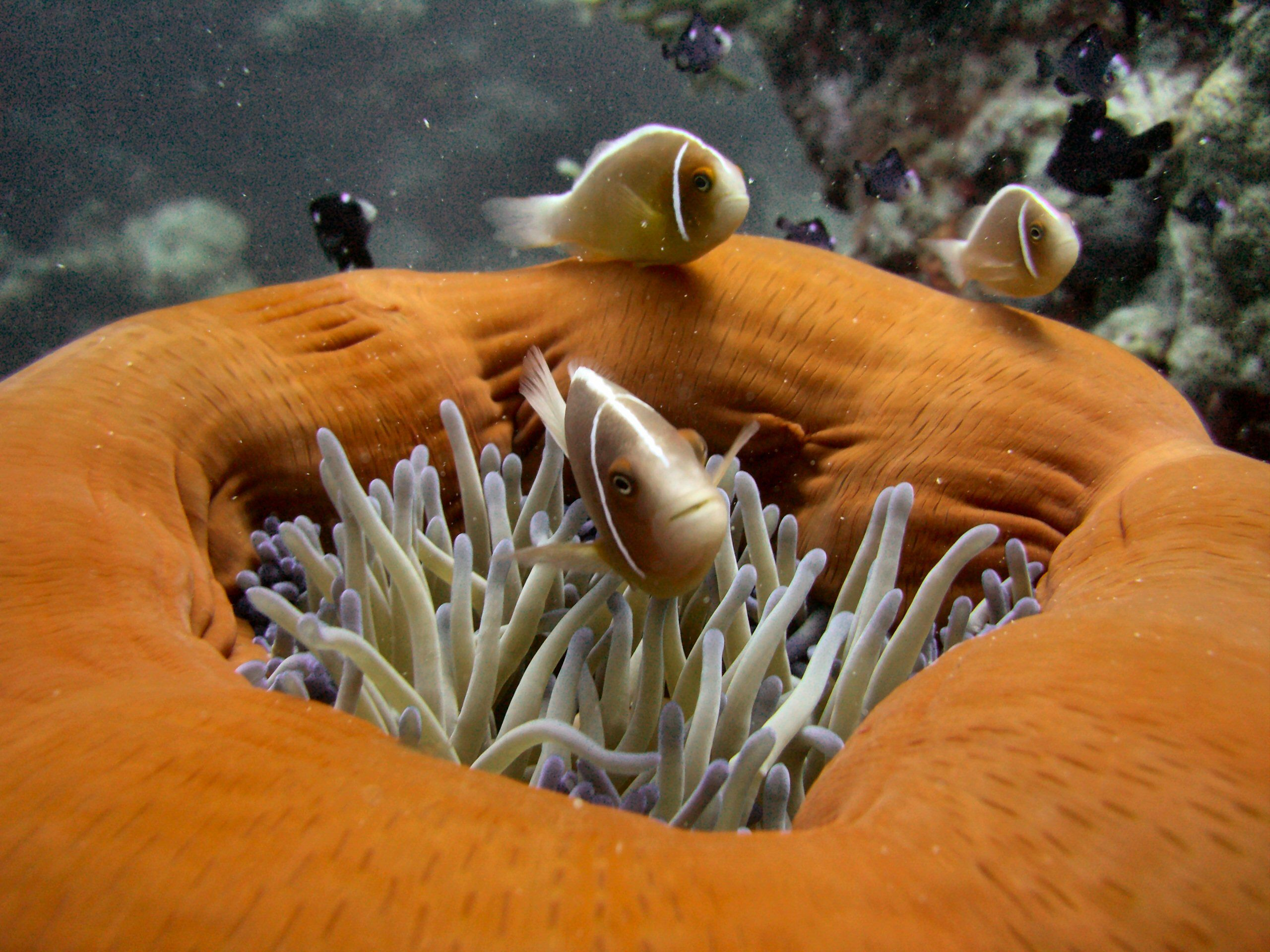
A. perideraion en Heteractis magnifica. Gran Barrera de Arrecife Australiana

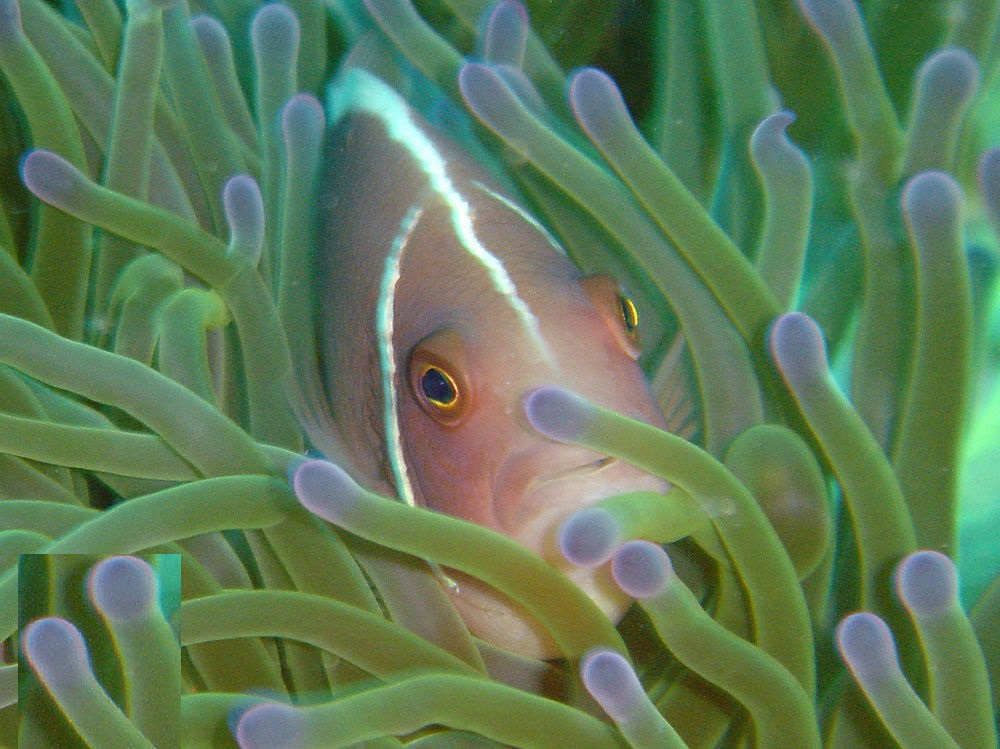
A. perideraion entre los tentáculos de H. magnifica, Koh Phangan, Tailandia

El pez payaso rosado (Amphiprion perideraion) es una especie de peces marinos de la familia Pomacentridae.
Pertenecen a los denominados peces payaso, o peces anémona, y viven en una relación mutualista con anémonas Heteractis crispa, Heteractis magnifica, Macrodactyla doreensis y Stichodactyla gigantea.

## Morfología
Es de color rosado o naranja rosado, y tiene una línea blanca distintiva recorriendo la espalda, desde el hocico hasta el pedúnculo caudal. También tiene otra fina línea blanca vertical que separa cabeza y tronco. Las aletas son pálidas a transparentes.
Cuenta con 9-10 espinas y 16-17 radios blandos dorsales; 2 espinas y 12-13 radios blandos anales.
Las hembras pueden llegar alcanzar los 10 cm de longitud total. Los machos alcanzan la madurez con 4,6 cm, y las hembras con 5,5 cm de longitud.

## Reproducción
Es  monógamo y hermafrodita secuencial protándrico, esto significa que todos los alevines son machos, y que tienen la facultad de convertirse en hembras, cuando la situación jerárquica en el grupo lo permite, siendo el ejemplar mayor del clan el que se convierte en la hembra dominante, ya que se organizan en matriarcados.
Su género es algo fácil de identificar, ya que la hembra, teóricamente es la más grande del clan. Cuando ésta muere, el pequeño macho dominante se convierte en una hembra. 
Son desovadores bénticos. Los huevos son demersales, de forma elíptica, y adheridos al sustrato. La reproducción se produce en cuanto comienza a elevarse la temperatura del agua, aunque, como habitan en aguas tropicales, se pueden reproducir casi todo el año. El macho prepara el lugar de la puesta, en un sustrato duro en la base de una anémona, y, tras realizar las maniobras del cortejo, espera a que la hembra fije los huevos allí, y los fertiliza. Posteriormente, agita sus aletas periódicamente para oxigenar los embriones, y elimina los que están en mal estado. 
Tras un periodo de 6-7 días, cuando los alevines se liberan, no reciben atención alguna de sus padres. Deambulan en aguas superficiales en fase larval durante 8 a 12 días, posteriormente descienden al fondo en busca de una anémona, y mutan a su coloración juvenil.

## Alimentación
Come copépodos, isópodos y crustáceos  planctónicos, larvas de tunicados, ascidias, gusanos, diatomeas, y  algas bénticas, como Dictyota friabilis.

## Depredadores
En las Islas Marshall es depredado por meros, de la familia Serranidae.

## Hábitat y comportamiento
Es un pez de mar, de clima tropical (25 °C-25 °C; 34°N-22°S, 96°E-156°E),  y asociado a los  arrecifes de coral. Los adultos frecuentan las lagunas y arrecifes exteriores hacia mar adentro.
Su rango de profundidad es entre 1-38  metros, aunque se reportan localizaciones hasta 41 metros de profundidad, y en un rango de temperatura entre 25.16 y 28.35 °C. Es principalmente diurno.   
Vive en simbiosis con las anémonas Heteractis crispa, Heteractis magnifica, Macrodactyla doreensis y Stichodactyla gigantea.
En Bali se les ve compartiendo anémona con su pariente Amphiprion akallopisos.

## Distribución geográfica
Se encuentra desde el Golfo de Tailandia hasta Samoa, Tonga, las Islas Ryukyu, la Gran Barrera de Coral y Nueva Caledonia.  
Está presente en la isla de Andamán, Australia, Camboya, China, Cocos, Filipinas, Fiyi, Guam, Indonesia, Japón, Kiribati, Malasia, islas Marianas del Norte, islas Marshall, Micronesia, isla Navidad, Nueva Caledonia, Palaos, Papúa Nueva Guinea, islas Ryukyu, islas Salomón, Samoa, Singapur, Sri Lanka, Tailandia, Taiwán, Tonga, Vanuatu y Vietnam.

## Observaciones
Puede ser criado en cautividad.

## Galería

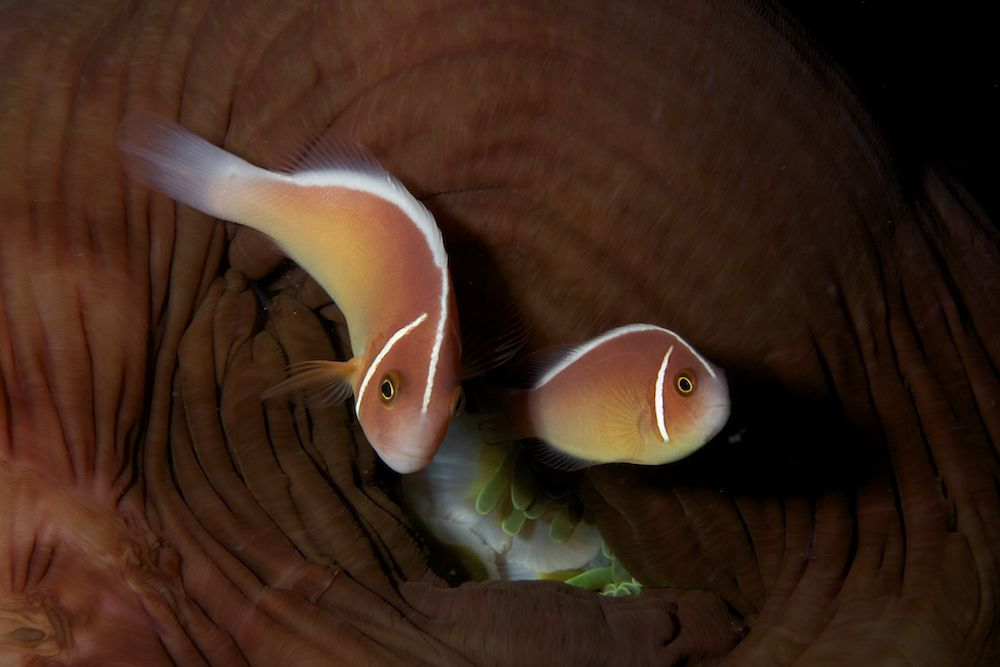
Pareja de A. perideraion en su anémona, por el momento cerrada, en Komodo
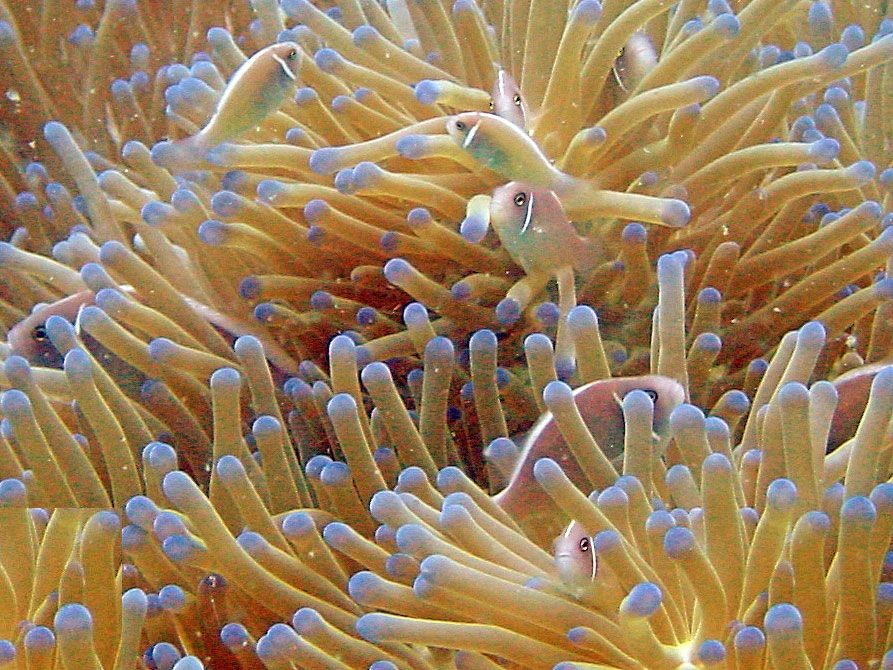
Busca los 9 A. perideraion
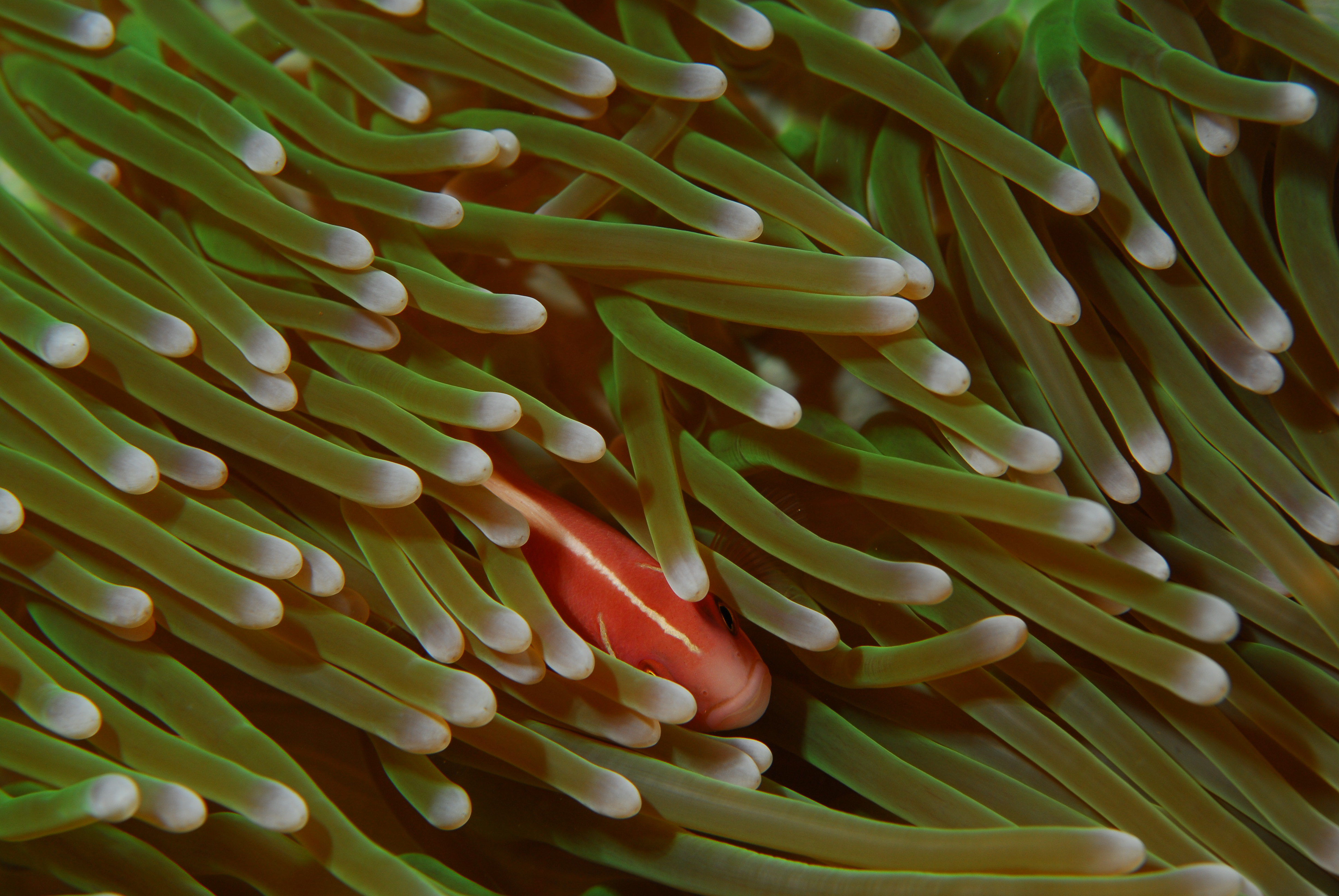
Oculto en su Heteractis magnifica, Bali, Indonesia
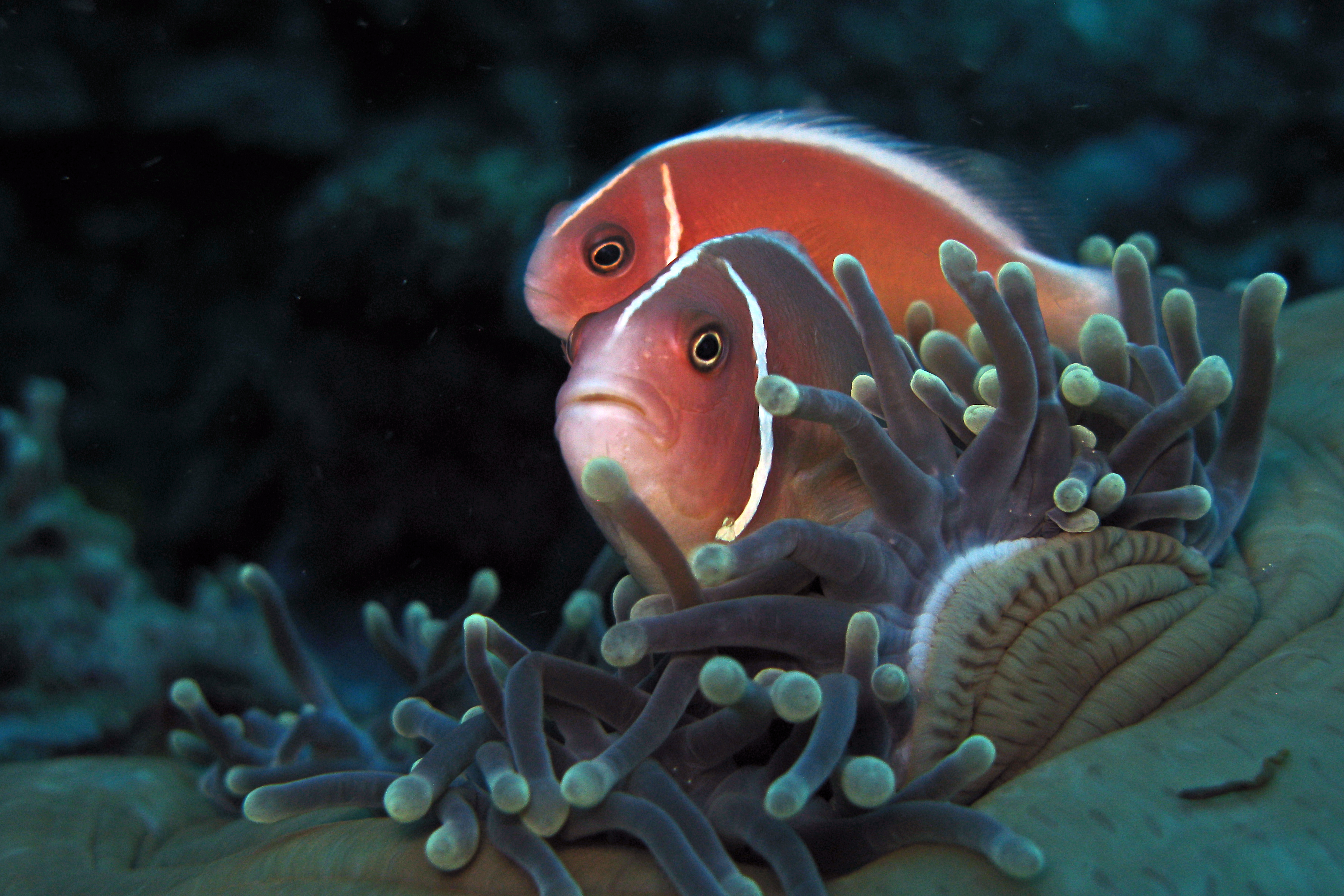
Pareja de A. perideraion en Bunaken, Sulawesi del Norte, Indonesia
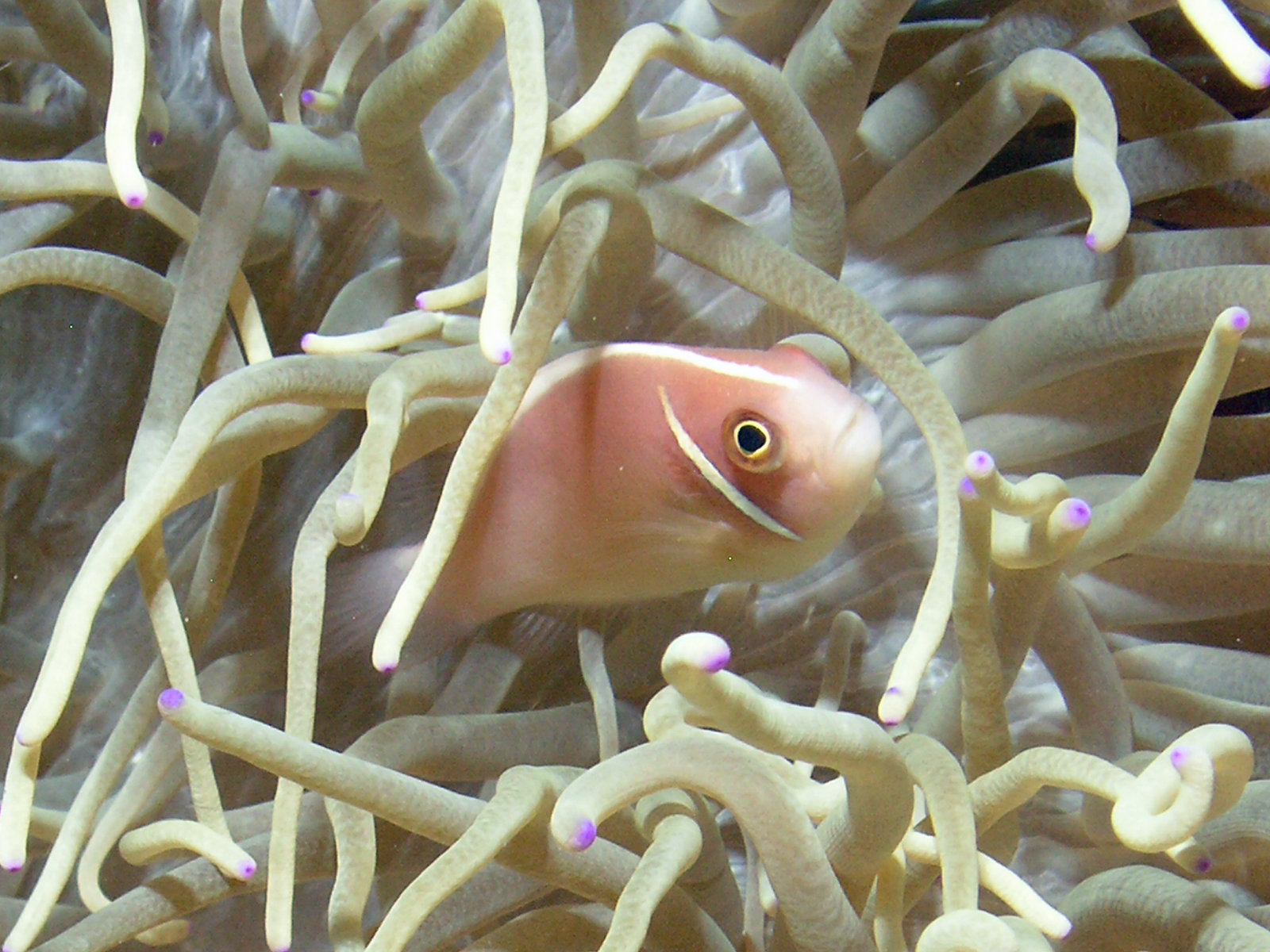
Con Macrodactyla doreensis en el Parque Marino de Bunaken, Sulawesi del Norte, Indonesia
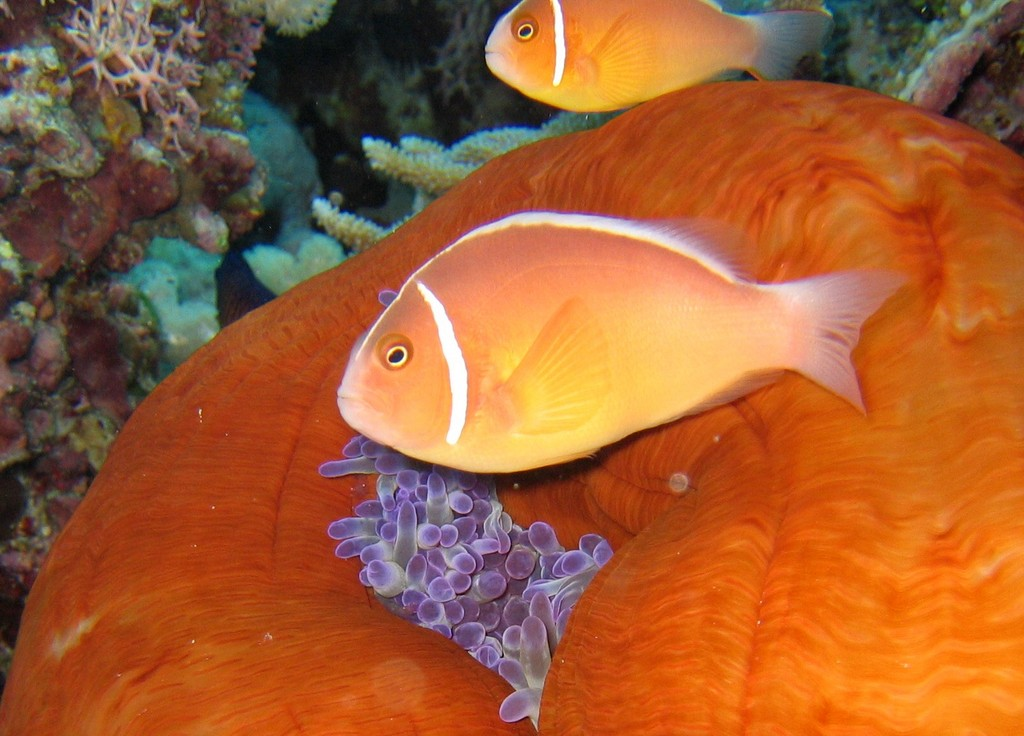
Pareja de A. perideraion en Cod Hole, Ribbon Reefs, Gran Barrera de Arrecifes
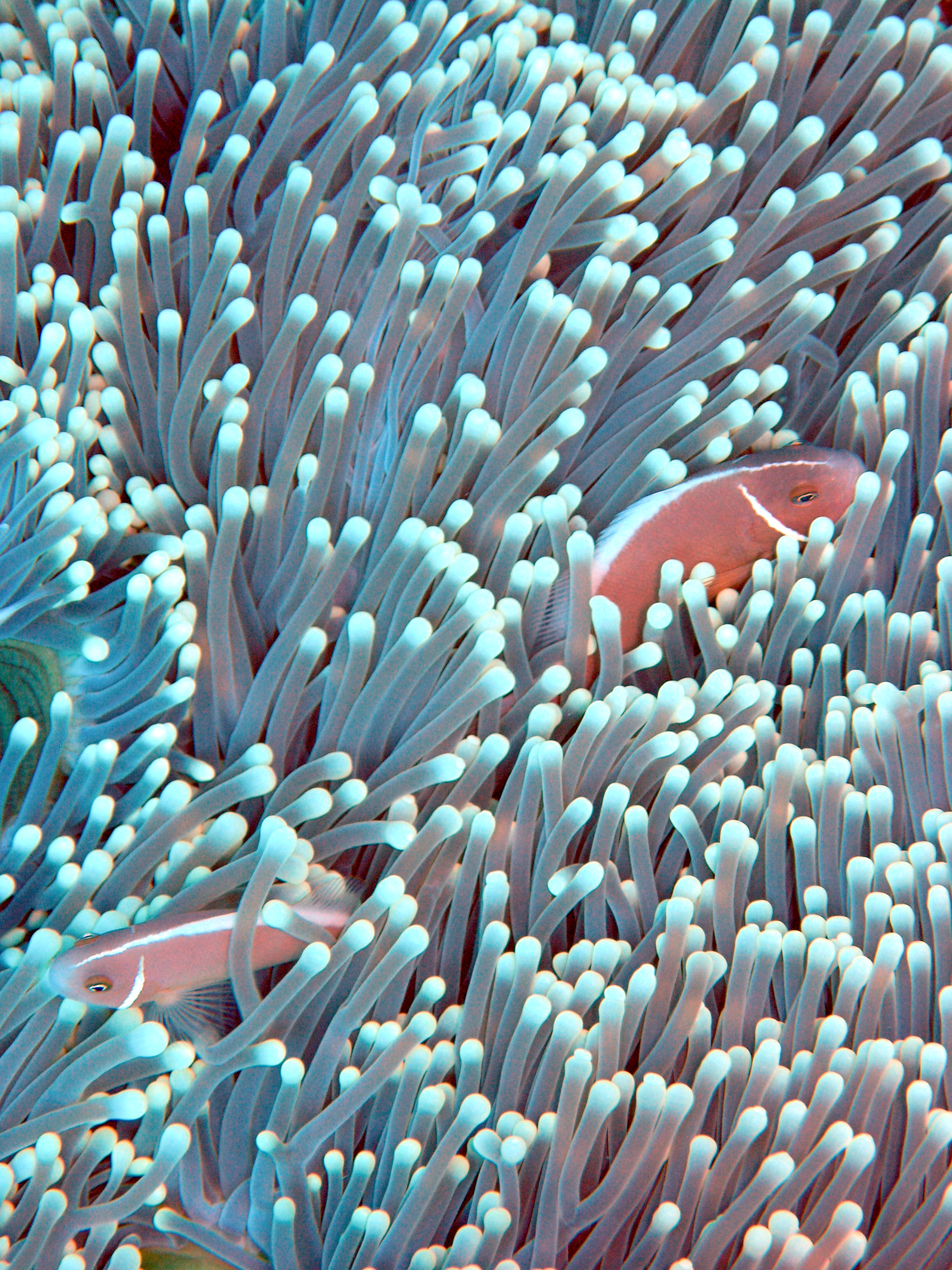
Nadando sobre un "mar" de tentáculos de H. magnifica en las islas Spratly
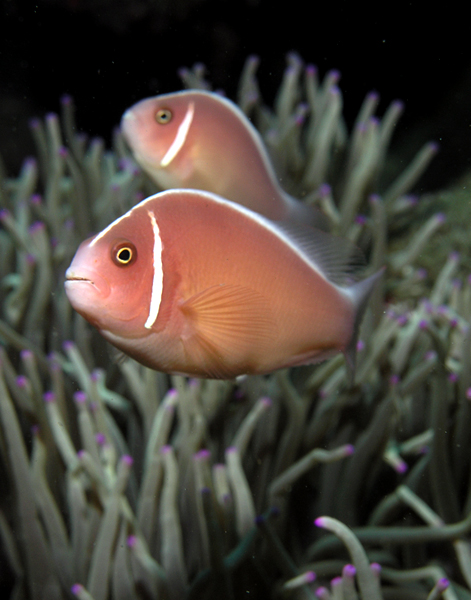
Pareja de A. perideraion en Timor Este
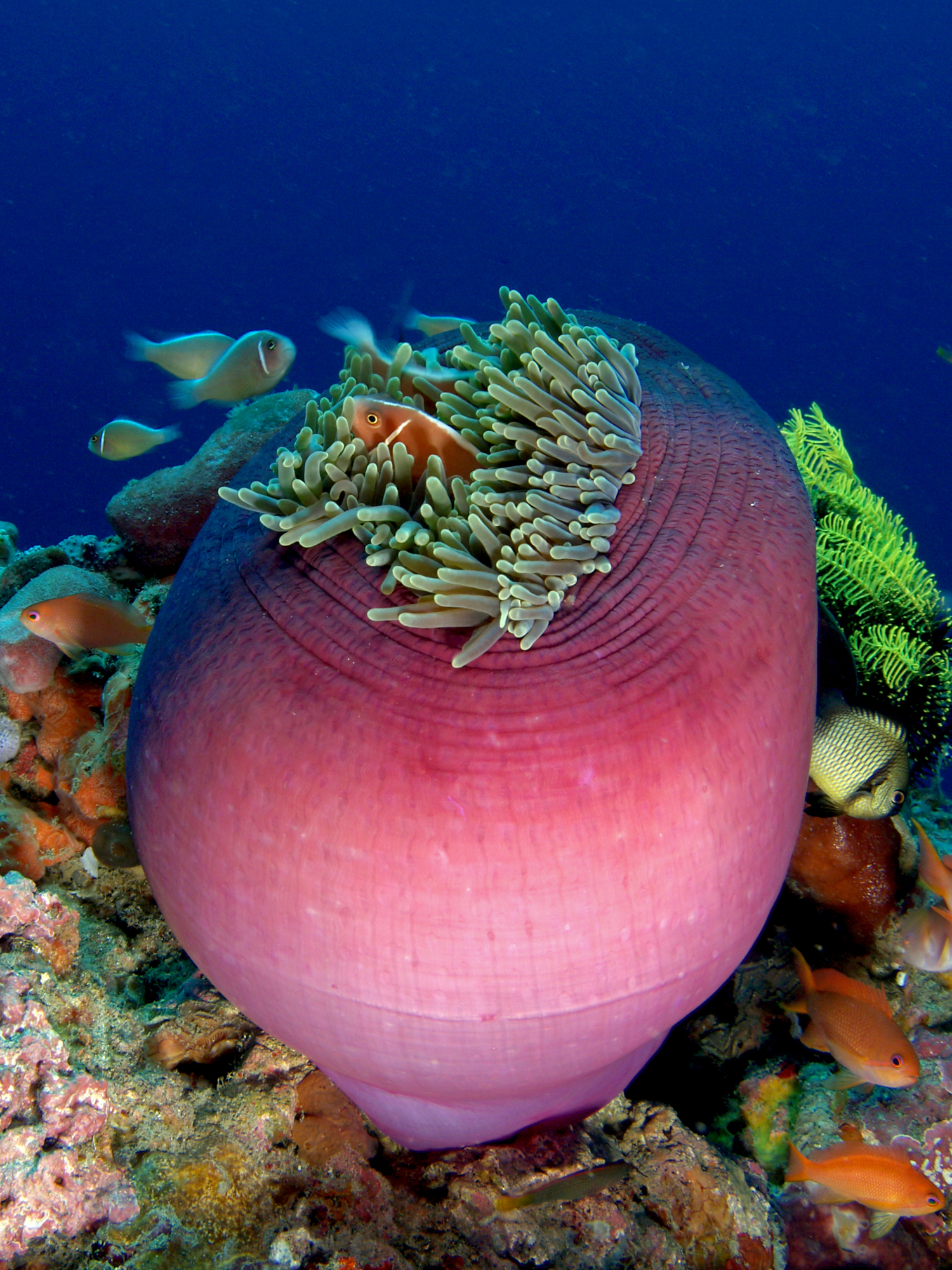
A. perideraion en Heteractis magnifica, Timor Este
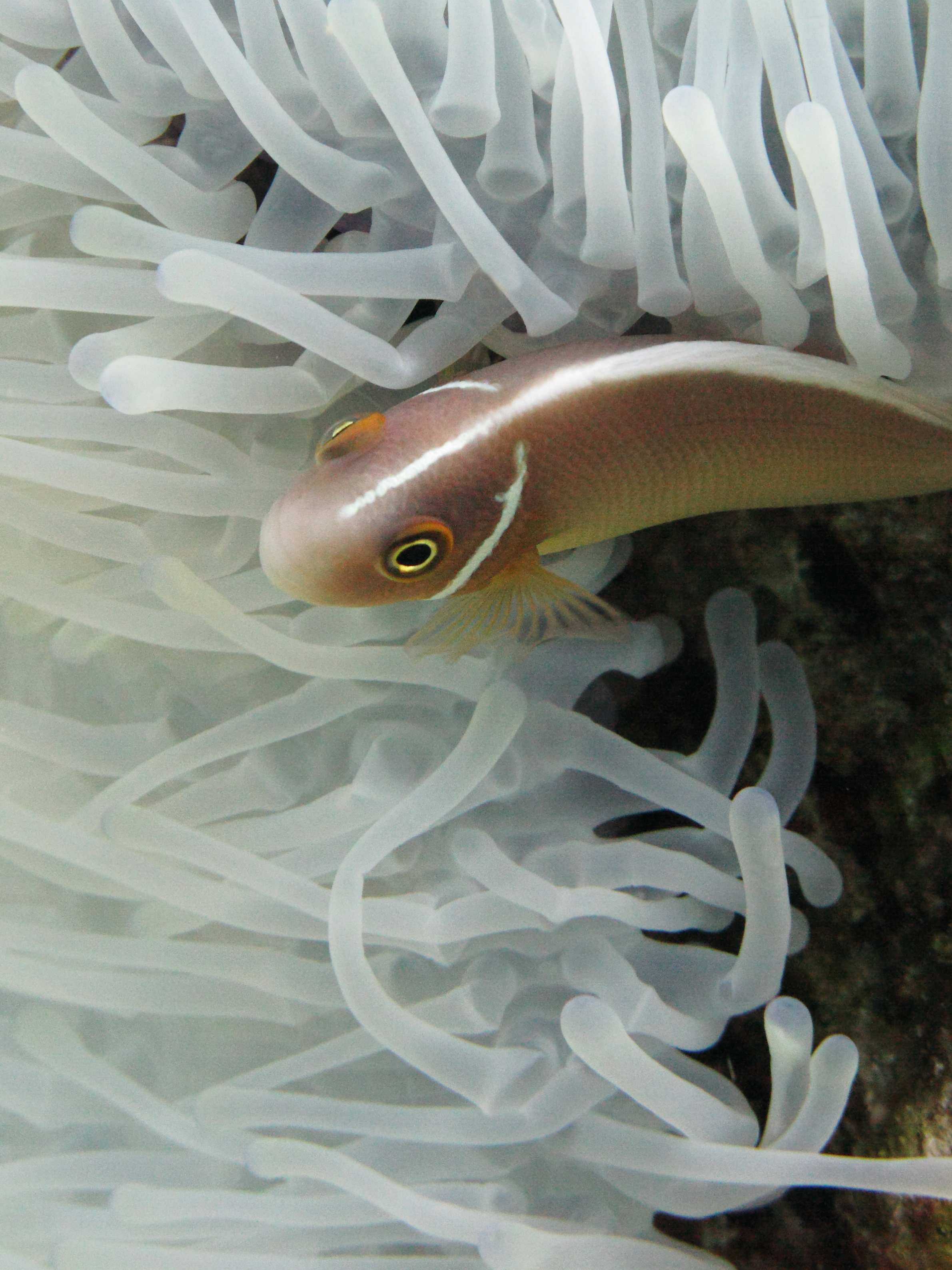
En la isla de Batu Moncho, Komodo, Indonesia
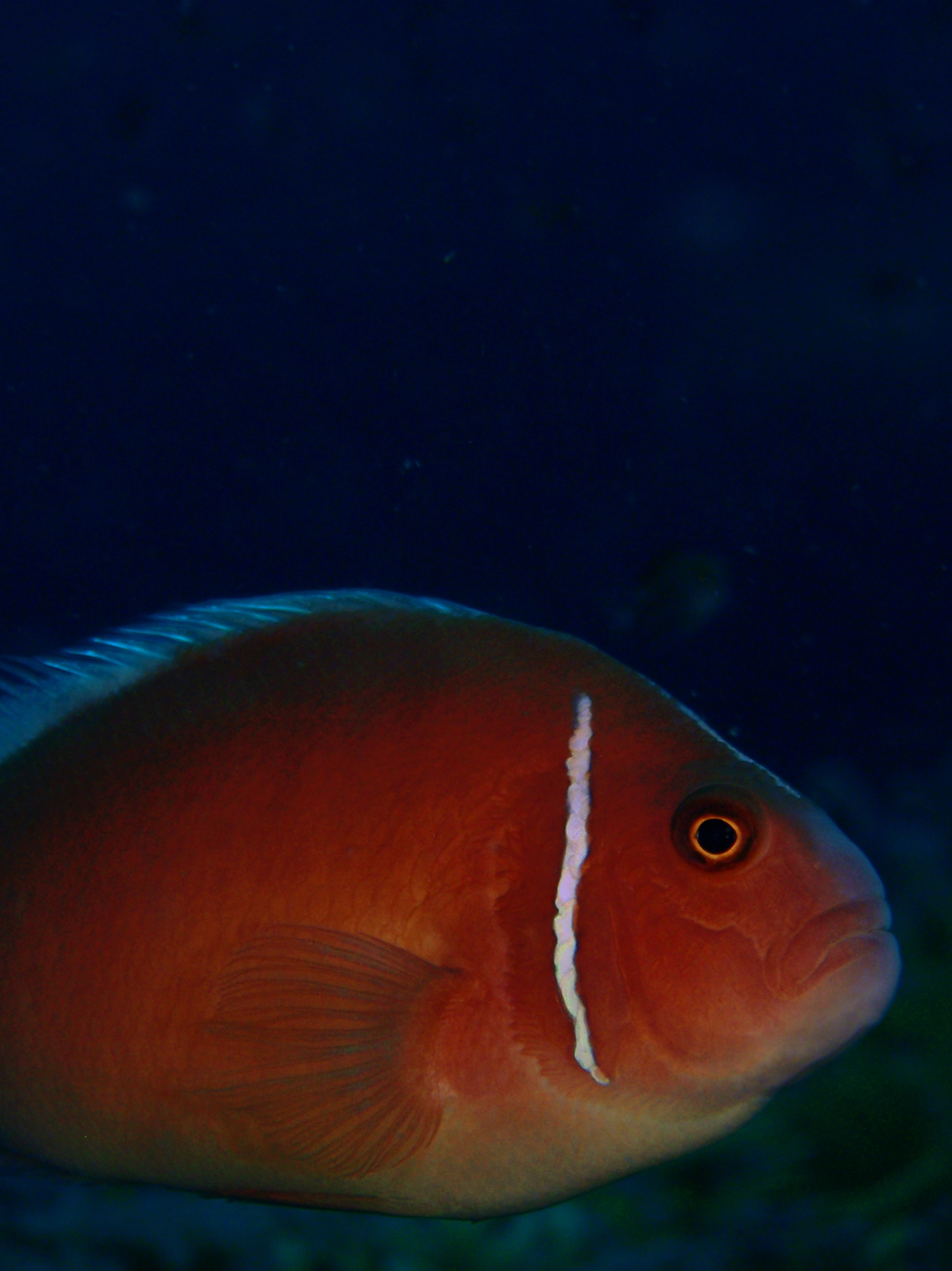
Primer plano desde Ko Tao, Tailandia
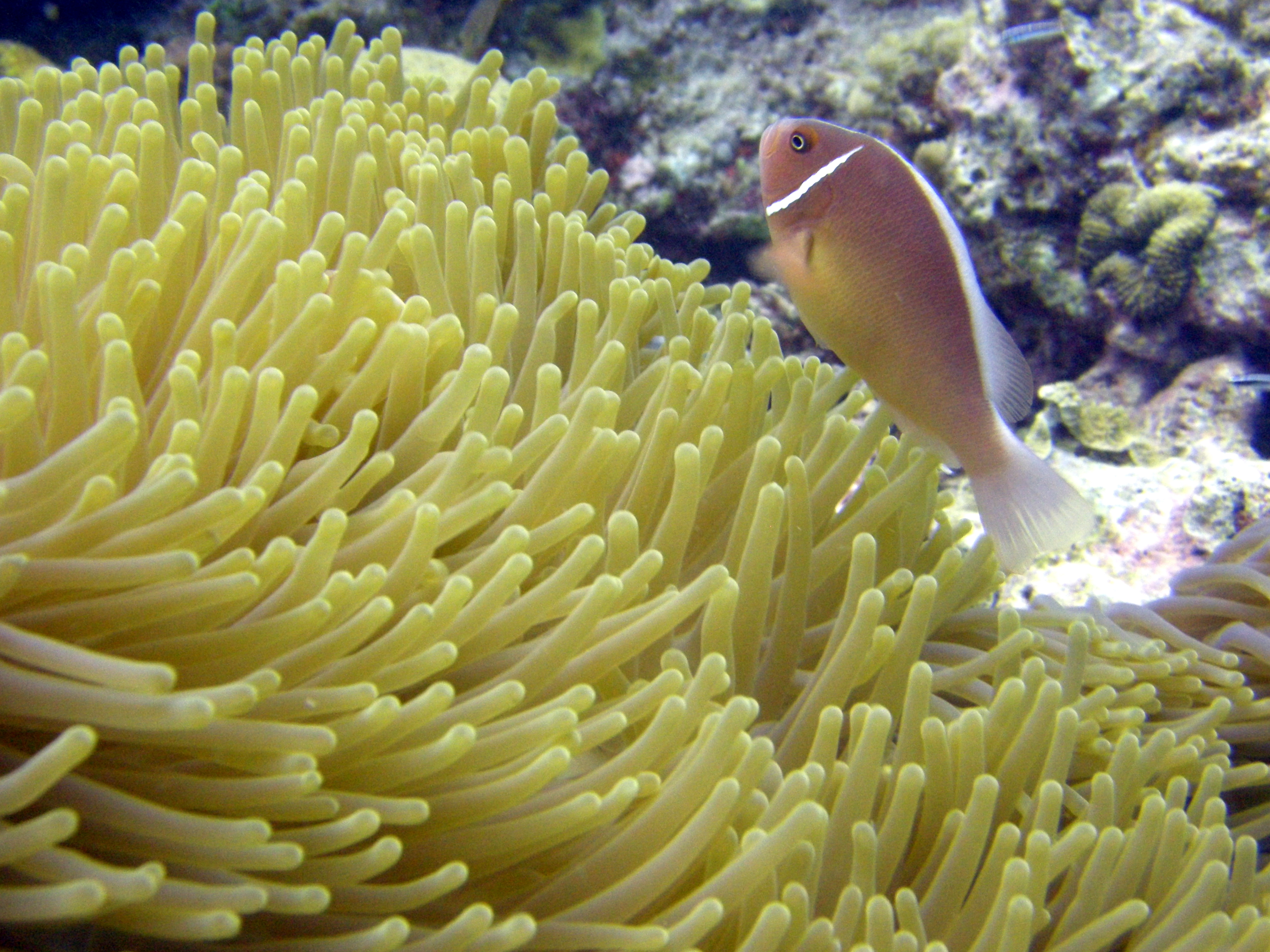
A. perideraion en H. magnifica, Queensland, Australia